# Tinh vân Đồng hồ cát
Tinh vân Đồng hồ Cát  (còn được gọi là MyCn 18) là một tinh vân lưỡng cực trẻ trong chòm sao Thương Dăng. Nó được phát hiện bởi Annie Jump Cannon và Margaret W. Mayall trong quá trình họ làm việc trên Danh mục Henry Draper mở rộng (danh mục được xây dựng từ năm 1918 đến năm1924). Vào thời điểm đó, nó được chỉ định đơn giản là một tinh vân hành tinh nhỏ mờ nhạt. Các kỹ thuật chụp ảnh và kính viễn vọng được cải tiến nhiều đã cho phép Romano Coradi và Hugo Schwarz phát hiện ra hình dạng đồng hồ cát của tinh vân này trong các bức ảnh được chụp trong giai đoạn 1991–1992 tại Tổ chức Nghiên cứu thiên văn châu Âu tại Nam Bán cầu (ESO). Người ta phỏng đoán rằng hình dạng đồng hồ cát của MyCn 18 được tạo ra bởi sự giãn nở của một cơn gió sao nhanh bên trong một đám mây đang giãn nở chậm, dày đặc hơn ở gần đường xích đạo so với các cực của nó. Màu sắc sống động do tinh vân tỏa ra là kết quả của các 'lớp vỏ' khác nhau của các nguyên tố bị trục xuất khỏi ngôi sao đang chết dần, trong trường hợp này là heli, nitơ, oxy và carbon.
Một "Tinh vân Đồng hồ cát" khác ít nổi tiếng hơn nằm bên trong tinh vân Lagoon.